# Quinto (nome)
Quinto  è un nome proprio di persona italiano maschile.

## Varianti
- Maschili: Quinzio[1][2]
  - Alterati: Quintino[1]
- Femminili: Quinta[2], Quinzia
  - Alterati: Quintilla[1]

### Varianti in altre lingue
- Basco: Kinto
- Bulgaro: Квинт (Kvint)
- Catalano: Quint[3]
- Latino: Quintus[1][2][3][4], Quinctus[1][2]
- Polacco: Kwintus
- Portoghese: Quinto
- Russo: Квинт (Kvint)
- Spagnolo: Quinto[3]
- Ucraino: Квінт (Kvint)

## Origine e diffusione
Deriva dal latino Quintus, che vuol dire letteralmente "quinto", e tradizionalmente veniva dato al quinto figlio nato: questo nome faceva quindi della stessa gamma di nomi di Primo, Secondo, Terzo, Quarto, Sesto, Settimo, Ottavio, Nono e Decimo. Oltre a questo uso, viene anche imposto per onorare svariati personaggi della storia romana.
Dal nome Quinto sono derivati, in forma di patronimici, diversi altri nomi, come Quintino (usato anche come semplice diminutivo), Quintilio e Quinziano. 

## Onomastico
L'onomastico può essere festeggiato in memoria di più santi, alle date seguenti:
- 4 gennaio, san Quinto, martire in Africa sotto Unerico[3][5]
- 2 marzo, san Quinto, detto "il Taumaturgo", guaritore in Eolide[5][6]
- 19 marzo, san Quinto, martire a Sorrento con altri compagni[6]
- 10 maggio, san Quinto, martire a Roma con san Quarto[6]
- 5 settembre, san Quinto, martire a Capua[6]
- 29 ottobre, san Quinto, martire in Lucania[5]
- 18 dicembre, san Quinto, martire con altri compagni in Africa sotto Decio[5][6]

## Persone
- Quinto Mario Corrado, umanista italiano
- Quinto Parmeggiani, attore italiano

### Antichi romani

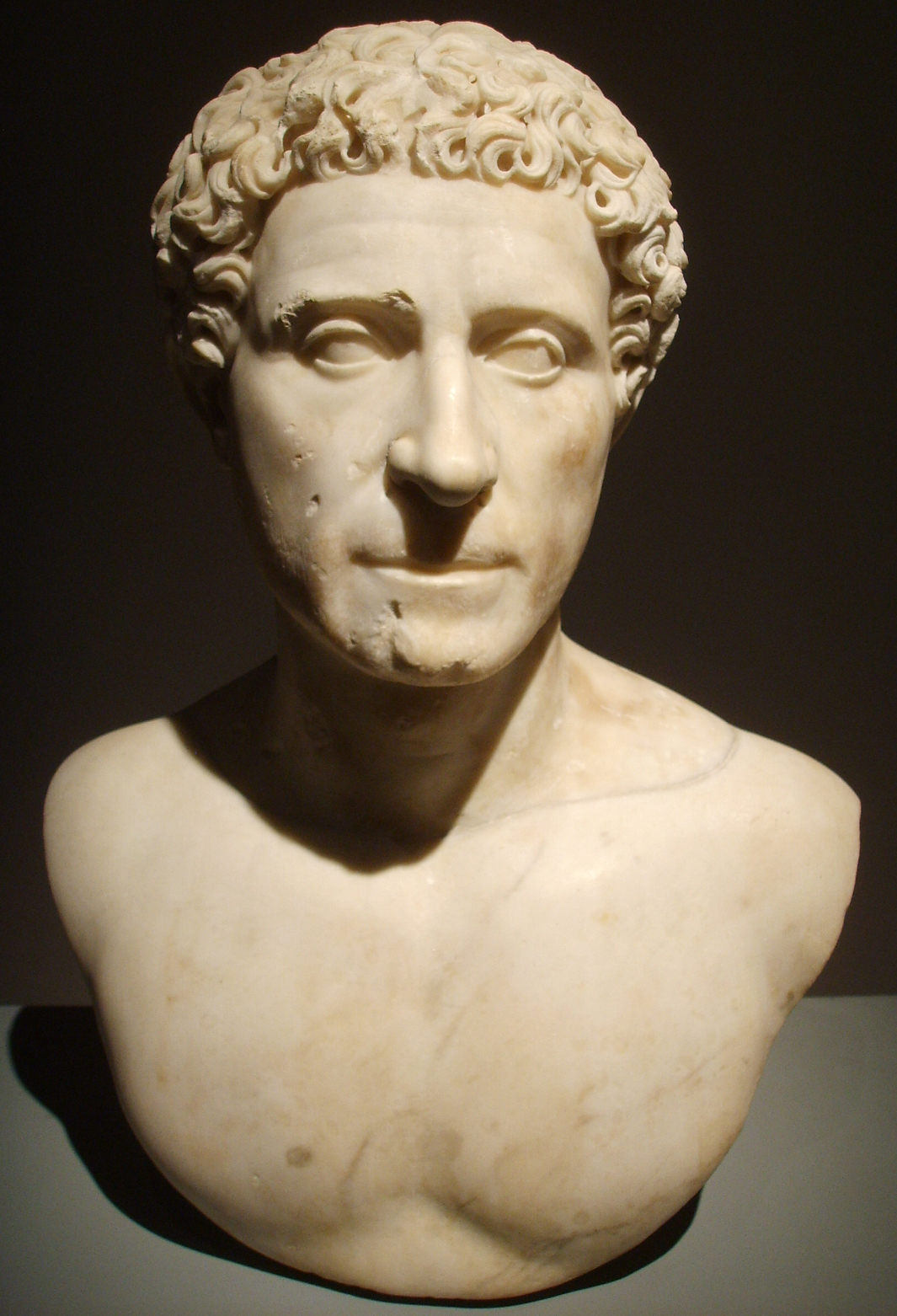
Quinto Labieno

- Quinto Aterio, politico e oratore romano
- Quinto Aurelio Simmaco, oratore, senatore e console romano
- Quinto Cecilio Metello Macedonico, generale, pretore e console romano
- Quinto Curzio Rufo, storico romano
- Quinto Ennio, poeta, drammaturgo e scrittore romano
- Quinto Fabio Massimo Verrucoso, detto "Temporeggiatore", politico e generale romano
- Quinto Labieno, militare romano
- Quinto Orazio Flacco, poeta romano
- Quinto Petilio Ceriale, generale romano
- Quinto Pompeio Sosio Falcone, console romano
- Quinto Sertorio, politico e generale romano
- Quinto Settimio Fiorente Tertulliano, scrittore e apologeta romano
- Quinto Tullio Cicerone, fratello del più celebre Marco

## Il nome nelle arti
- Quinto Cecioni, personaggio del film del 1981 Uno contro l'altro, praticamente amici, interpretato da Tomas Milian.
- Quinto Lentulo Batiato, personaggio della serie televisiva Spartacus.
- Principe Quintus, personaggio del romanzo e film Stardust, interpretato da Adam Buxton.